# Freier Deutscher Gewerkschaftsbund
Le Freier Deutscher Gewerkschaftsbund (FDGB), créé en 1945 et dissous en 1990, est la fédération des syndicats des salariés de la zone d'occupation soviétique en Allemagne puis de la République démocratique allemande. Comprenant 15 syndicats membres, il est affilié à la Fédération syndicale mondiale.

## Historique

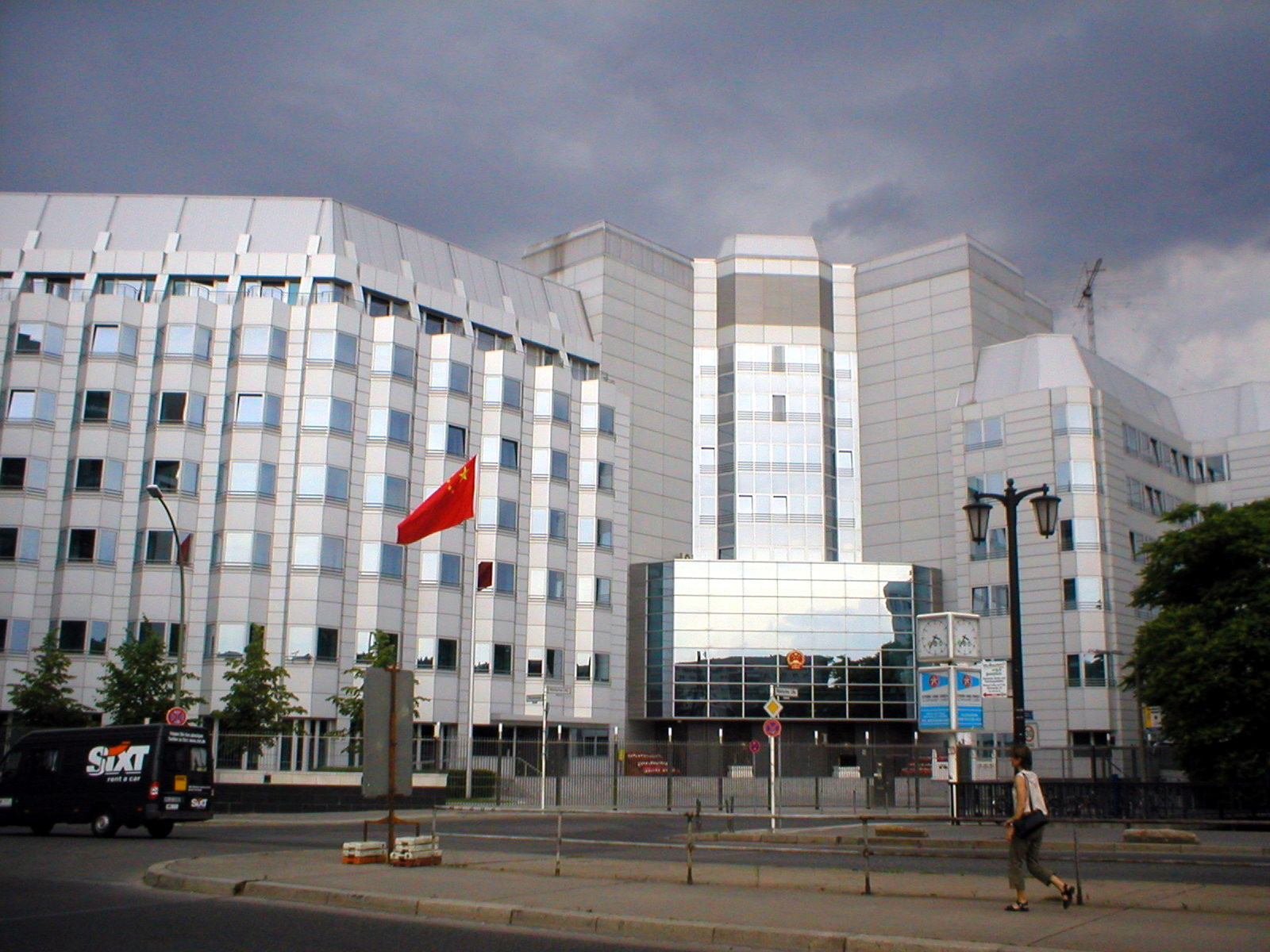
L'ancien siège du FDGB

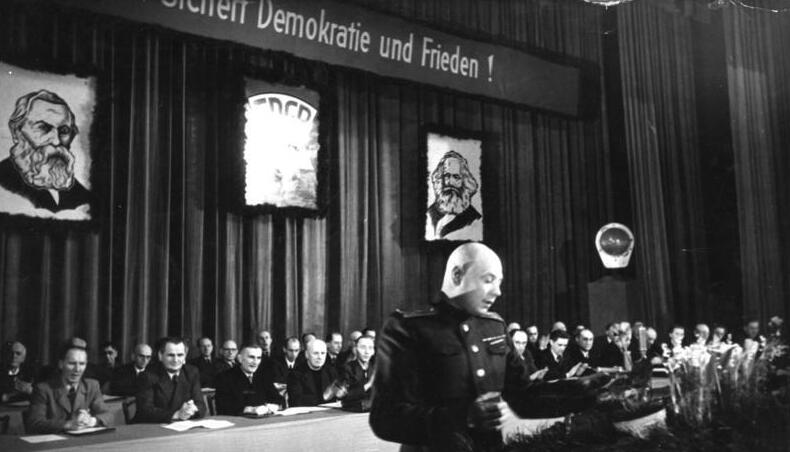
Premier congrès en 1946

Sa création a été autorisée dès le 10 juin 1945 en zone d'occupation soviétique.
Fondé officiellement lors de son premier congrès des 9 au 11 février 1946, le FDGB revendiquait plusieurs millions de membres (1,8 million pour la seule métallurgie). Son organe de presse officiel était le Tribüne. 
Le syndicat était étroitement lié au Parti socialiste unifié d'Allemagne.
Il disposait d'un service de vacances pour les salariés
Il s'est dissous en 1990 et ses structures ont été intégrées au Deutscher Gewerkschaftsbund.

## Résultats

### Élections à la Volkskammer
| Élection | Voix                              | %                                 | Sièges   | +/–    |
| -------- | --------------------------------- | --------------------------------- | -------- | ------ |
| 1949     | au sein du Bloc démocratique (de) | au sein du Bloc démocratique (de) | 30 / 330 | –      |
| 1950     | au sein du Front national         | au sein du Front national         | 49 / 400 | 19     |
| 1954     | au sein du Front national         | au sein du Front national         | 53 / 466 | 4      |
| 1958     | au sein du Front national         | au sein du Front national         | 53 / 466 | Stable |
| 1963     | au sein du Front national         | au sein du Front national         | 68 / 434 | 15     |
| 1967     | au sein du Front national         | au sein du Front national         | 68 / 434 | Stable |
| 1971     | au sein du Front national         | au sein du Front national         | 68 / 434 | Stable |
| 1976     | au sein du Front national         | au sein du Front national         | 68 / 434 | Stable |
| 1981     | au sein du Front national         | au sein du Front national         | 68 / 500 | Stable |
| 1986     | au sein du Front national         | au sein du Front national         | 61 / 500 | 7      |